# Patriarchát (církev)

Obecný znak patriarchy, u konkrétní osoby je vyplněn štít a devizní stuha

Patriarchát je v křesťanské církvi název pro rozsáhlejší oblast podřízenou autoritě patriarchy. Termín se používá nejčastěji v souvislosti se starověkým rozdělením církve na pět částí (pentarchie) a ve východních církvích. Označení řecky πατριάρχης (patriarchés) je složeno ze slov πατήρ (patér) otec a αρχή (arché) počátek, vláda.
Patriarcha byl na základě původní definice (patriarcha je mužský člen rodiny či klanu, jenž požívá nejvyšší autority) v judaismu, křesťanství a islámu jeden z biblických praotců (Abrahám, Izák, Jákob). Později začalo být v křesťanství pojem patriarchát používán pro partikulární církve založené apoštolem: Řím, Antiochie, Alexandrie, Konstantinopol a Jeruzalém.
Postupem doby byl tento titul udělován i jiným biskupstvím. V církvích sjednocených s Římem je to titul současného hlavního představitele této církve (např. Arménská katolická církev). To platí i pro některé nekatolické církve, např. nejvyšší představitel Církve československé husitské je patriarcha. V současné době tedy patriarchát znamená jednotku územního členění větší než církevní provincie. Biskup v jejím čele se nazývá patriarcha. Titul patriarchátu byl udělován také jako čestný, pro mimořádně významné diecéze.

## Starověké patriarcháty
Od 2. století si v církvi začaly získávat zvláštní autoritu (auctoritas) jisté církevní obce, které odvozovaly svůj původ od apoštolů (apoštolská posloupnost), od níž odvozovaly též svou důstojnost (dignitas). Biskupové těchto církevních obcí byli považováni vkládáním rukou za přímé následníky apoštolů.
První nikajský koncil roku 325 ustanovil, že tato tři biskupská sídla – Alexandrie, Řím a Antiochie mají zvláštní právní i učitelskou pravomoc nad ostatními církvemi (Alexandrie nad Egyptem, Řím nad Západem a Antiochie nad Sýrií). První konstantinopolský koncil (381) přiřadil tuto pozici též Konstantinopoli jako „novému Římu“ po rozdělení říše a co do důstojnosti ji zařadil hned za Řím. Na Chalkedonském koncilu (451) získal patriarchální pravomoc Jeruzalém, kterému První nikajský koncil přiznal jen čestný titul. Na tomto koncilu získalo všech 5 patriarchů titul papežů. Dodnes ho mají pouze papež Katolické církve v Římě a pravoslavný patriarcha Alexandrie a celé Afriky. Používají ho též koptští patriarchové Alexandrie a celé Afriky = hlavy Koptské církve (sídlí též v Egyptě).
Od dob Justiniána I. se těmto oblastem začalo říkat patriarcháty a celá církev měla být spravována pentarchií – těmito pěti patriarcháty. Jejich pořadí bylo koncily pevně určeno:
1. Římský patriarchát, s patronem apoštolem sv. Petrem (první biskup v Římě)
2. Konstantinopolský patriarchát, s patronem (a prvním tamním biskupem) apoštolem sv. Ondřejem, (bratr apoštola Petra)
3. Alexandrijský patriarchát, patron (a první tamní biskup) sv. Marek Evangelista
4. Antiochijský patriarchát, apoštol sv. Petr (po odchodu z Jeruzaléma tam několik let působil - první tamní biskup, poté odešel do Říma)
5. Jeruzalémský patriarchát, Jakub, „bratr“ – příbuzný Ježíšův

Prostřednictvím církevního společenství (communio) si navzájem tato biskupství udělovala jurisdikci nad všemi místními církevními obcemi. Byly považovány za garanty jednoty církve. K řešení vzájemných konfliktů sloužily ekumenické koncily. Tato společná autorita patriarchátů zanikla velkým schizmatem mezi západní a východní církví roku 1054.

## Římskokatolické patriarcháty
V římskokatolické církvi existují dodnes biskupství, která jsou označována jako patriarcháty, která však právně nemají zvláštní učitelskou či právní autoritu:
- Patriarchát Západu – Řím: totožný s papežem, byl jediným katolickým patriarchátem, který měl svou autoritu ze starověku – titul oficiálně přestal používat papež Benedikt XVI. v roce 2008 (nominálně zrušen není)
- Latinský patriarchát jeruzalémský od roku 1099, obnoven v r. 1846 (jurisdikci má pouze pro římskokatolíky na Blízkém východě)
- Patriarcha Východní Indie – arcibiskup v Goi od roku 1886,
- Benátský patriarchát – přesunuto roku 1451 z Grada,
- Patriarcha lisabonský – od roku 1716,
- Patriarcha Západní Indie – nejvyšší kaplan španělského panovníka v letech 1524–1963
- Akvilejský patriarchát – titul zrušen 1751,
- Latinský patriarchát antiochijský – titul zrušen 1964,
- Latinský patriarcha Konstantinopole – titul zrušen 1964,
- Latinský patriarcha Alexandrie – titul zrušen 1964.

## Pravoslavné patriarcháty
Pravoslavná církev uznává všech pět starověkých patriarchátů (včetně Říma), má čtyři tradiční:
- Patriarchát konstantinopolský (Řecký pravoslavný patriarchát) od 4. století
- Patriarchát jeruzalémský
- Patriarchát alexandrijský
- Patriarchát antiochijský

Nověji byly založeny:
- Patriarchát moskevský a celé Rusi (založen roku 1589, zrušen 1721 a obnoven 1917, pátý co do pořadí autority)
- Patriarchát gruzínský od 11. století
- Patriarchát srbský v Bělehradě od roku 1346
- Patriarchát bulharský od roku 918 v Sofii
- Patriarchát rumunský v Bukurešti

## Patriarchové jiných církví
Svého patriarchu má Církev československá husitská. Je její hlavou a je volen církevním sněmem na 7 let a následně ordinován na biskupa (pozn.: CČSH nemá svěcení podle apoštolské posloupnosti). Titulu patriarchy užívají i hlavy Igreja Católica Apostólica Brasileira (ICAB), arcibiskup-primas Portugalské apoštolské katolické církve (PAIC) a Charizmatické episkopální církve. Titul se vyskytuje i u mormonů.